# Geraldina de Albania
La condesa Geraldine Apponyi de Nagyappony (Budapest, 6 de agosto de 1915 - Tirana, 22 de octubre de 2002) fue la reina consorte del rey Zog I de Albania de la dinastía Zogu de Albania. Desde el momento de su matrimonio era conocida como la reina Geraldina de Albania.

## Primeros años
Géraldine nació en Budapest, Imperio austrohúngaro, hija del conde Gyula Apponyi de Nagyappony (1873-1924). Su madre era Gladys Virginia Stewart (1891-1947), una estadounidense, hija de un millonario, John Henry Stewart, de Virginia, diplomático estadounidense que trabajó como cónsul en Amberes, Bélgica, y de su esposa Maria Virginia Ramsay Harding. A través de su madre, Géraldine estaba emparentada con Richard Nixon y el poeta Robert Frost, con antepasados comunes en el comienzo del siglo XVII.
Cuando Géraldine tenía tres años, el Imperio austrohúngaro se derrumbó, y la familia Apponyi se fue a vivir a Suiza. En 1921 volvieron al Reino de Hungría, que era estable bajo el gobierno del Regente Miklós Horthy.
Cuando el padre de Géraldine falleció en 1924, su madre y sus tres hijos (Géraldine, de nueve años de edad, Virginia y Gyula (Julio)) se fueron a vivir a Menton, en el sur de Francia. Cuando la condesa viuda se casó con un oficial francés, su familia política húngara insistió en que los niños fueran devueltos a Hungría para su escolarización. Las niñas fueron enviadas a la escuela Sagrado Corazón en Pressbaum, cerca de Viena.
La fortuna de su familia declinó, y Géraldine se ganaba la vida como mecanógrafa y taquígrafa. También trabajó en la tienda de regalos del Museo Nacional de Budapest, donde su tío era el director.

## Vida como reina
Géraldine fue presentada al rey Zog I en diciembre de 1937, después de que una hermana del rey se hubiera acercado a ella en nombre del monarca. El rey había visto la fotografía de la joven húngara. Se fue a Albania y en pocos días la pareja estaba comprometida para casarse. Conocida como la "Rosa Blanca de Hungría", Géraldine fue elevada al estatus real como la princesa Geraldina de Albania antes de su boda.
El 27 de abril de 1938, en Tirana, Albania, Geraldina se casó con el rey Zog I en una ceremonia presenciada por Galeazzo Ciano, el enviado y representante del Rey y el Duce y primer ministro de Italia, Benito Mussolini. Ella era católica y el rey Zog era musulmán. Se dirigieron a su luna de miel en un descapotable escarlata Mercedes-Benz 540K, un regalo de Adolf Hitler.
La pareja tuvo un hijo, Su Alteza Real el príncipe heredero Leka Zogu (1939-2011).
El Reinado de Zog I se vio truncado por la invasión de Italia a Albania en abril de 1939, y la familia huyó del país al exilio. Desde abril de 1939, Geraldine y Zog de Albania vivieron exiliados en Grecia y Turquía, y se establecieron en Francia, y luego en el Reino Unido. Vivían en el Hotel Ritz de Londres, en Ascot, y durante la mayor parte de la guerra, en Parmoor House, Frieth, Buckinghamshire. En 1946 se fue a Egipto, y luego en 1952 a Francia. El rey Zog I murió en Hauts-de-Seine, Francia, en 1961, y su hijo, el príncipe Leka, fue proclamado rey Leka I por el gobierno monárquico en el exilio. Después de esto, la familia real se trasladó a España, Rodesia y por último a Sudáfrica.

## Exilio y muerte
Después de la muerte de su marido, Geraldina prefirió ser conocida como la Reina Madre de Albania. En junio de 2002, Geraldina decide regresar de Sudáfrica para vivir en Albania, después de que la ley fuera cambiada para permitir que ella pudiese volver. Ella siguió afirmando que su hijo Leka era el legítimo rey de Albania.
La Reina Geraldina murió cinco meses más tarde, a la edad de 87 años, en un hospital militar de Tirana. Después de ser ingresada para el tratamiento de una enfermedad pulmonar, sufrió al menos tres ataques al corazón, el último de los cuales fue fatal, el 22 de octubre de 2002. Su funeral fue ofrecido por la Casa Central del Ejército con todos los honores, incluyendo una oración fúnebre en la catedral de San Pablo (Tirana), el 26 de octubre de 2002 y enterrada en el cementerio público de Sharra, Albania, en el "complejo VIP".
El 5 de abril de 2004, su nieto, el príncipe Leka II de Albania, aceptó la Medalla de la Madre Teresa otorgada a título póstumo por el gobierno albanés en reconocimiento a sus esfuerzos de caridad para el pueblo de Albania.
En su honor se ha creado la Fundación Reina Geraldina, que presta auxilio a niños en situación de necesidad, bien por pobreza u orfandad, y también atiende a los ancianos.
El mismo día del 18° aniversario de su muerte, su nieto el príncipe Leka II y su esposa, la princesa Elia, tuvieron su primera hija en el Hospital Maternal Reina Geraldina en Tirana. Le impusieron a la princesa su nombre en homenaje a ella, S.A.R. la princesa Geraldina.

## Títulos y honores

### Títulos
| ● 6 de agosto de 1915-10 de enero de 1938: | Condesa Géraldine Apponyi de Nagyappony         |
| ● 10 de enero de 1938-27 de abril de 1938: | Su alteza real la princesa Geraldina de Albania |
| ● 4 de 27 de 1938-1961:                    | Su majestad la reina Geraldina de Albania       |
| ● 1961-2002:                               | Su majestad la reina madre de Albania           |

### Honores
Nacionales
- Dama Gran Cruz de la Orden de la Fidelidad (26/04/1938).[3]
- Medalla de la Madre Teresa [a título póstumo] (05/04/2004).[4]

## Ancestros
|  |                                                                 |  |  |  |  |  |  |  |  |  |  |  |  |  |  |  |
|  | 16. Conde Antonio Apponyi de Nagy-Appony                        |  |  |  |  |  |  |  |  |  |  |  |  |  |  |  |
|  |                                                                 |  |  |  |  |  |  |  |  |  |  |  |  |  |  |  |
|  |                                                                 |  |  |  |  |  |  |  |  |  |  |  |  |  |  |  |
|  | 8. Conde Julio Apponyi de Nagy-Appony                           |  |  |  |  |  |  |  |  |  |  |  |  |  |  |  |
|  |                                                                 |  |  |  |  |  |  |  |  |  |  |  |  |  |  |  |
|  |                                                                 |  |  |  |  |  |  |  |  |  |  |  |  |  |  |  |
|  | 17. Condesa Teresa Nogarola                                     |  |  |  |  |  |  |  |  |  |  |  |  |  |  |  |
|  |                                                                 |  |  |  |  |  |  |  |  |  |  |  |  |  |  |  |
|  |                                                                 |  |  |  |  |  |  |  |  |  |  |  |  |  |  |  |
|  | 4. Conde Luis Apponyi de Nagy-Appony                            |  |  |  |  |  |  |  |  |  |  |  |  |  |  |  |
|  |                                                                 |  |  |  |  |  |  |  |  |  |  |  |  |  |  |  |
|  |                                                                 |  |  |  |  |  |  |  |  |  |  |  |  |  |  |  |
|  | 18. Conde Alberto Sztáray de Sztára y Nagy-Mihály               |  |  |  |  |  |  |  |  |  |  |  |  |  |  |  |
|  |                                                                 |  |  |  |  |  |  |  |  |  |  |  |  |  |  |  |
|  |                                                                 |  |  |  |  |  |  |  |  |  |  |  |  |  |  |  |
|  | 9. Condesa Sofía Sztáray de Nagy-Mihály y Sztára                |  |  |  |  |  |  |  |  |  |  |  |  |  |  |  |
|  |                                                                 |  |  |  |  |  |  |  |  |  |  |  |  |  |  |  |
|  |                                                                 |  |  |  |  |  |  |  |  |  |  |  |  |  |  |  |
|  | 19. Condesa Francisca Károlyi de Nagy-Károly                    |  |  |  |  |  |  |  |  |  |  |  |  |  |  |  |
|  |                                                                 |  |  |  |  |  |  |  |  |  |  |  |  |  |  |  |
|  |                                                                 |  |  |  |  |  |  |  |  |  |  |  |  |  |  |  |
|  | 2. Conde Julio Apponyi de Nagy-Appony                           |  |  |  |  |  |  |  |  |  |  |  |  |  |  |  |
|  |                                                                 |  |  |  |  |  |  |  |  |  |  |  |  |  |  |  |
|  |                                                                 |  |  |  |  |  |  |  |  |  |  |  |  |  |  |  |
|  | 20. Conde Ernesto de Seherr-Thoß                                |  |  |  |  |  |  |  |  |  |  |  |  |  |  |  |
|  |                                                                 |  |  |  |  |  |  |  |  |  |  |  |  |  |  |  |
|  |                                                                 |  |  |  |  |  |  |  |  |  |  |  |  |  |  |  |
|  | 10. Conde Germán de Scherr-Thoß                                 |  |  |  |  |  |  |  |  |  |  |  |  |  |  |  |
|  |                                                                 |  |  |  |  |  |  |  |  |  |  |  |  |  |  |  |
|  |                                                                 |  |  |  |  |  |  |  |  |  |  |  |  |  |  |  |
|  | 21. Baronesa Inés de Loën                                       |  |  |  |  |  |  |  |  |  |  |  |  |  |  |  |
|  |                                                                 |  |  |  |  |  |  |  |  |  |  |  |  |  |  |  |
|  |                                                                 |  |  |  |  |  |  |  |  |  |  |  |  |  |  |  |
|  | 5. Condesa Margarita de Scherr-Thoß                             |  |  |  |  |  |  |  |  |  |  |  |  |  |  |  |
|  |                                                                 |  |  |  |  |  |  |  |  |  |  |  |  |  |  |  |
|  |                                                                 |  |  |  |  |  |  |  |  |  |  |  |  |  |  |  |
|  | 22. Conde Ernesto Carlos Strachwitz de Gross-Zauche y Camminetz |  |  |  |  |  |  |  |  |  |  |  |  |  |  |  |
|  |                                                                 |  |  |  |  |  |  |  |  |  |  |  |  |  |  |  |
|  |                                                                 |  |  |  |  |  |  |  |  |  |  |  |  |  |  |  |
|  | 11. Condesa Olga Strachwitz de Gross-Zauche-Camminetz           |  |  |  |  |  |  |  |  |  |  |  |  |  |  |  |
|  |                                                                 |  |  |  |  |  |  |  |  |  |  |  |  |  |  |  |
|  |                                                                 |  |  |  |  |  |  |  |  |  |  |  |  |  |  |  |
|  | 23. Baronesa Matilde de Erstenberg en Freyenthurm               |  |  |  |  |  |  |  |  |  |  |  |  |  |  |  |
|  |                                                                 |  |  |  |  |  |  |  |  |  |  |  |  |  |  |  |
|  |                                                                 |  |  |  |  |  |  |  |  |  |  |  |  |  |  |  |
|  | 1. Condesa Geraldina Apponyi de Nagy-Appony                     |  |  |  |  |  |  |  |  |  |  |  |  |  |  |  |
|  |                                                                 |  |  |  |  |  |  |  |  |  |  |  |  |  |  |  |
|  |                                                                 |  |  |  |  |  |  |  |  |  |  |  |  |  |  |  |
|  | 24. David Stewart                                               |  |  |  |  |  |  |  |  |  |  |  |  |  |  |  |
|  |                                                                 |  |  |  |  |  |  |  |  |  |  |  |  |  |  |  |
|  |                                                                 |  |  |  |  |  |  |  |  |  |  |  |  |  |  |  |
|  | 12. David Stewart, Jr.                                          |  |  |  |  |  |  |  |  |  |  |  |  |  |  |  |
|  |                                                                 |  |  |  |  |  |  |  |  |  |  |  |  |  |  |  |
|  |                                                                 |  |  |  |  |  |  |  |  |  |  |  |  |  |  |  |
|  | 25. Mary Hall                                                   |  |  |  |  |  |  |  |  |  |  |  |  |  |  |  |
|  |                                                                 |  |  |  |  |  |  |  |  |  |  |  |  |  |  |  |
|  |                                                                 |  |  |  |  |  |  |  |  |  |  |  |  |  |  |  |
|  | 6. John Henry Stewart                                           |  |  |  |  |  |  |  |  |  |  |  |  |  |  |  |
|  |                                                                 |  |  |  |  |  |  |  |  |  |  |  |  |  |  |  |
|  |                                                                 |  |  |  |  |  |  |  |  |  |  |  |  |  |  |  |
|  | 26. James Mackall Heighe                                        |  |  |  |  |  |  |  |  |  |  |  |  |  |  |  |
|  |                                                                 |  |  |  |  |  |  |  |  |  |  |  |  |  |  |  |
|  |                                                                 |  |  |  |  |  |  |  |  |  |  |  |  |  |  |  |
|  | 13. Margaret Heighe                                             |  |  |  |  |  |  |  |  |  |  |  |  |  |  |  |
|  |                                                                 |  |  |  |  |  |  |  |  |  |  |  |  |  |  |  |
|  |                                                                 |  |  |  |  |  |  |  |  |  |  |  |  |  |  |  |
|  | 27. Jane Turner                                                 |  |  |  |  |  |  |  |  |  |  |  |  |  |  |  |
|  |                                                                 |  |  |  |  |  |  |  |  |  |  |  |  |  |  |  |
|  |                                                                 |  |  |  |  |  |  |  |  |  |  |  |  |  |  |  |
|  | 3. Gladys Virginia Stewart                                      |  |  |  |  |  |  |  |  |  |  |  |  |  |  |  |
|  |                                                                 |  |  |  |  |  |  |  |  |  |  |  |  |  |  |  |
|  |                                                                 |  |  |  |  |  |  |  |  |  |  |  |  |  |  |  |
|  | 28. Seth Harding                                                |  |  |  |  |  |  |  |  |  |  |  |  |  |  |  |
|  |                                                                 |  |  |  |  |  |  |  |  |  |  |  |  |  |  |  |
|  |                                                                 |  |  |  |  |  |  |  |  |  |  |  |  |  |  |  |
|  | 14. Edward Learned Harding                                      |  |  |  |  |  |  |  |  |  |  |  |  |  |  |  |
|  |                                                                 |  |  |  |  |  |  |  |  |  |  |  |  |  |  |  |
|  |                                                                 |  |  |  |  |  |  |  |  |  |  |  |  |  |  |  |
|  | 29. Mary Learned                                                |  |  |  |  |  |  |  |  |  |  |  |  |  |  |  |
|  |                                                                 |  |  |  |  |  |  |  |  |  |  |  |  |  |  |  |
|  |                                                                 |  |  |  |  |  |  |  |  |  |  |  |  |  |  |  |
|  | 7. Mary Virginia Ramsay Harding                                 |  |  |  |  |  |  |  |  |  |  |  |  |  |  |  |
|  |                                                                 |  |  |  |  |  |  |  |  |  |  |  |  |  |  |  |
|  |                                                                 |  |  |  |  |  |  |  |  |  |  |  |  |  |  |  |
|  | 30. Theodore Nixon Ramsay                                       |  |  |  |  |  |  |  |  |  |  |  |  |  |  |  |
|  |                                                                 |  |  |  |  |  |  |  |  |  |  |  |  |  |  |  |
|  |                                                                 |  |  |  |  |  |  |  |  |  |  |  |  |  |  |  |
|  | 15. Lucy Booker Ramsay                                          |  |  |  |  |  |  |  |  |  |  |  |  |  |  |  |
|  |                                                                 |  |  |  |  |  |  |  |  |  |  |  |  |  |  |  |
|  |                                                                 |  |  |  |  |  |  |  |  |  |  |  |  |  |  |  |
|  | 31. Virginia Elizabeth Deal                                     |  |  |  |  |  |  |  |  |  |  |  |  |  |  |  |
|  |                                                                 |  |  |  |  |  |  |  |  |  |  |  |  |  |  |  |
|  |                                                                 |  |  |  |  |  |  |  |  |  |  |  |  |  |  |  |

| Predecesor: Título creado | Reina consorte de Albania 1938 - 1939 | Sucesor: Elena de Montenegro |
| Predecesor: Título creado | Reina Madre de Albania 1939 - 2002    | Sucesor: Título vacante      |